# Iota Cassiopeiae
Iota Cassiopeiae ( Cassiopeiae) é uma estrela na direção da constelação de Cassiopeia. Possui uma ascensão reta de 02h 29m 03.99s e uma declinação de +67° 24′ 08.6″. Sua magnitude aparente é igual a 4.46. Considerando sua distância de 141 anos-luz em relação à Terra, sua magnitude absoluta é igual a 1.27. Pertence à classe espectral A5p Sr. É uma estrela variável α² Canum Venaticorum.